# Château de Lassila
Le château de Lassila (en allemand : Gutshaus Lassila, en estonien: Lasila mõis) est un petit château néo-médiéval estonien situé à Lasila dans la commune de Rakvere (autrefois Wesenberg). Du temps de l'Empire russe, le village seigneurial de Lassila appartenait à la paroisse (Kirchspiel) de Sankt-Katharinen du district du Wierland.

## Historique
Le domaine est fondé au XVIIe siècle en se détachant du domaine de Fonal et appartient à la famille von Baer, à la puissante famille von Ungern-Sternberg et à la famille von Renteln. Le château néo-médiéval est bâti en 1862. On remarque ses tourelles d'angle. La décoration intérieure et les vitraux ont disparu après la nationalisation de 1919 par la nouvelle république estonienne qui en a fait jusqu'à encore aujourd'hui une école communale. Son dernier propriétaire était le baron Ernst von Renteln.
À quelques distances du château se trouvent ses anciens bâtiments agricoles et son ancienne distillerie de schnaps.

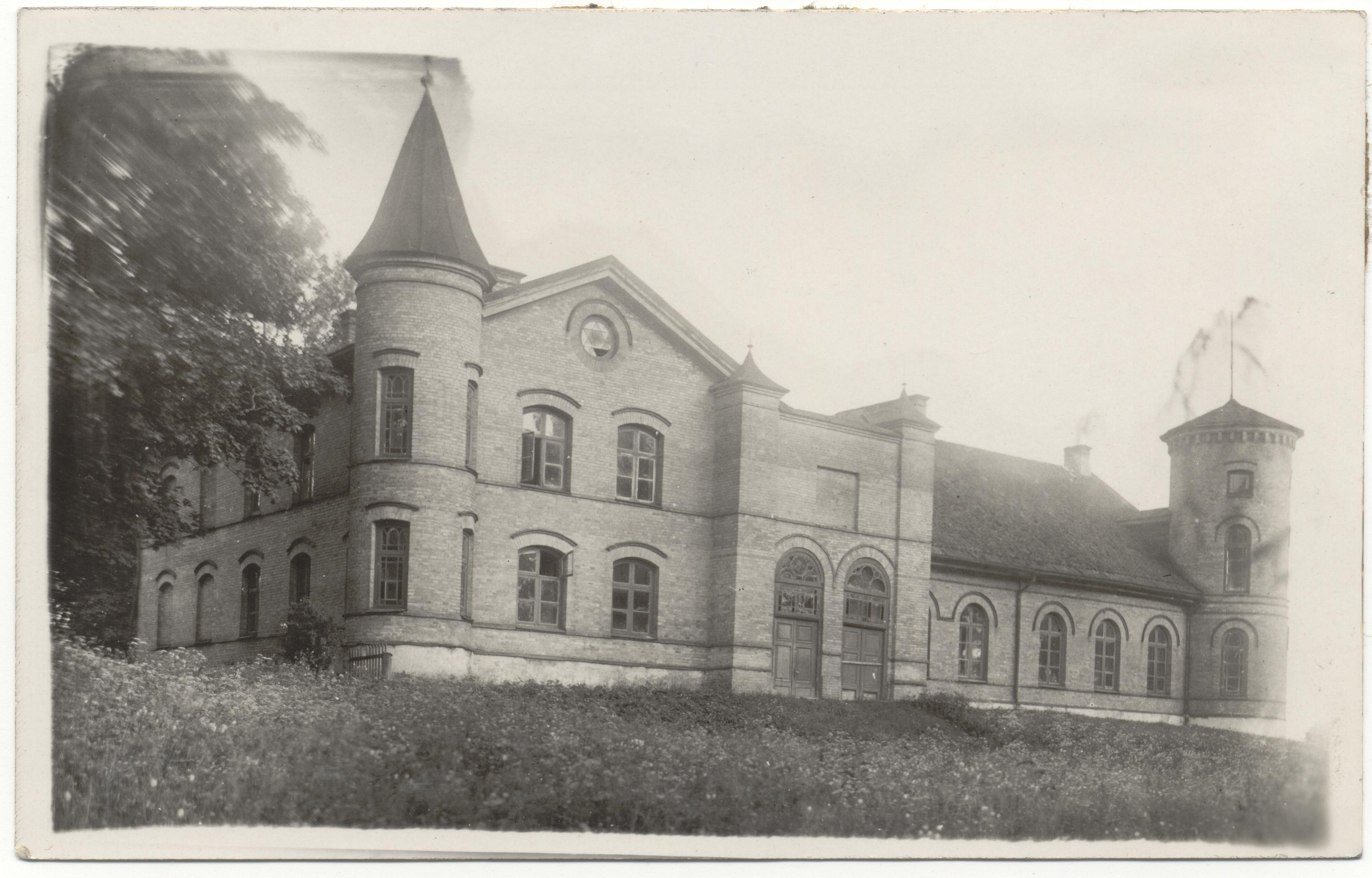
Le château dans les années 1920
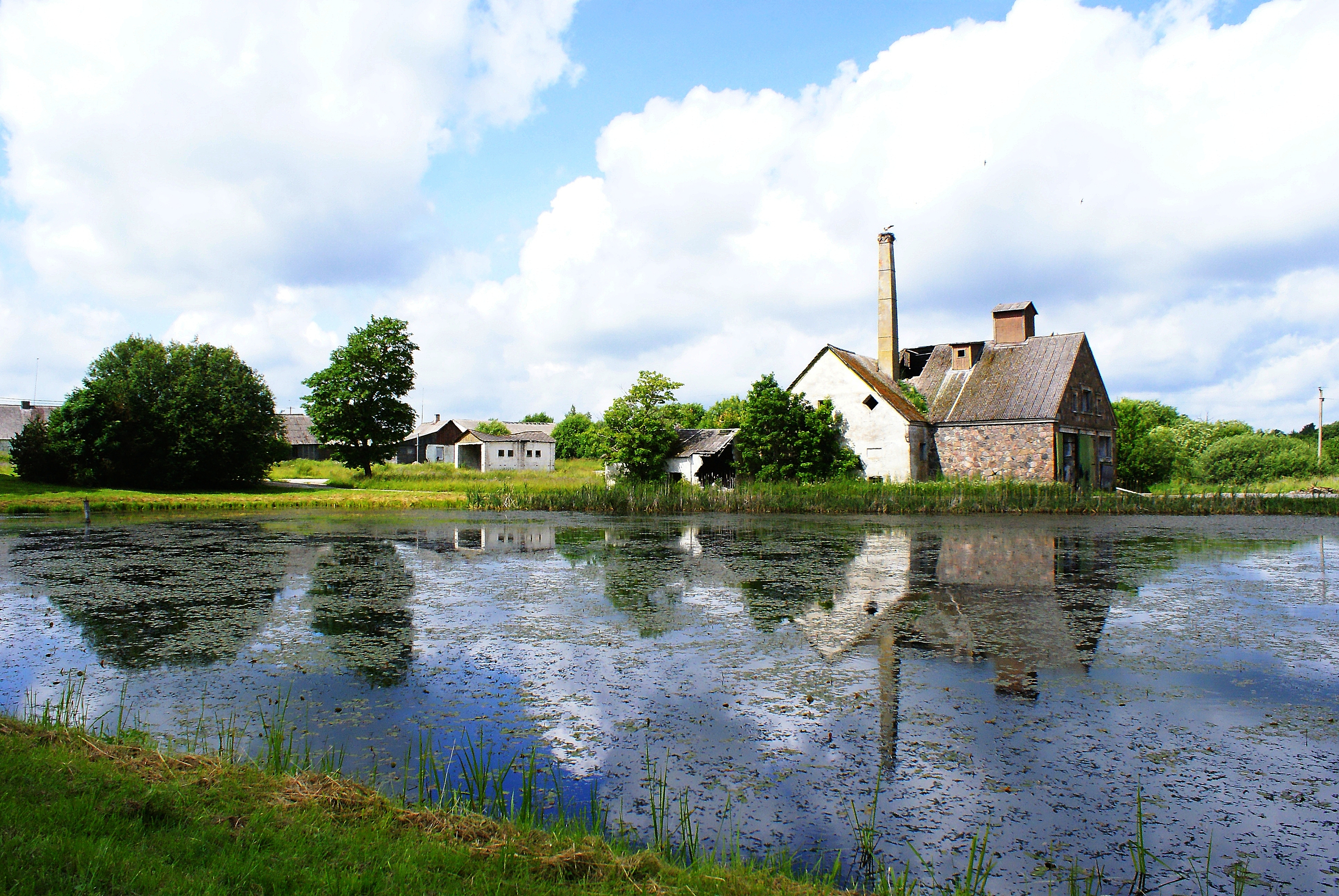
Vue de l'ancienne distillerie